# Шахнияз-хан
Шахнияз-хан (16?? — умер в 1702 году) — узбекский хивинский хан из династии шибанидов, в 1698—1702 годы.

## История
Шахнияз сын Джочи-хана, он был храбрым и нанес поражение персидским войскам, в 1698 году. Затем он покорил некоторые туркменские племена и заставил их платить харадж — поземельный налог. По приказу Шахнияз-хана была обустроена гробница поэта Пахлаван Махмуда в Хиве. 
В XIX веке российский генерал-лейтенант Михаил Терентьев в своих исторических сочинениях писал, что Хивинский хан Шаниаз, в 1700 году, прислал в Русское царство своего посла, с предложением дать хану подданство, Шахнияз-хан рассчитывал лишь номинально принять подданство с целью защиты его от притязаний бухарского хана, считавшего Хиву своею данницею. Петр I охотно согласился, однако решив подчинить себе ханство не номинально, а в действительности. Подданство в виде грамоты было дано его наследнику, новому хивинскому хану, Аран Махмету в 1703 году.
Правил Шахнияз недолго и скончался около 1702 года. В 1702 году к власти пришел его сын Шахбахт-хан.